# Giro di Sardegna 1969
Il Giro di Sardegna 1969, dodicesima edizione della corsa, si svolse dal 23 febbraio al 1º marzo 1969 su un percorso di 1097,5 km, suddiviso su 7 tappe, la quinta suddivisa su 2 semitappe, con partenza da Oristano e arrivo a Roma. La vittoria fu appannaggio dell'italiano Claudio Michelotto, che completò il percorso in 30h23'52", precedendo i connazionali Giancarlo Polidori e Giuseppe Fezzardi.
Sul traguardo di Roma 64 ciclisti portarono a termine la competizione. 

## Tappe
| Tappa  | Data        | Percorso                                   | km     | Vincitore di tappa     | Leader cl. generale |
| ------ | ----------- | ------------------------------------------ | ------ | ---------------------- | ------------------- |
| 1ª     | 23 febbraio | Oristano > Cagliari                        | 115    | Giuseppe Beghetto      | Giuseppe Beghetto   |
| 2ª     | 24 febbraio | Cagliari > Lanusei                         | 149    | Gilbert Bellone        | Gilbert Bellone     |
| 3ª     | 25 febbraio | Tortolì > Nuoro                            | 125    | Giancarlo Polidori     | Claudio Michelotto  |
| 4ª     | 26 febbraio | Nuoro > Olbia                              | 139    | Albert Van Vlierberghe | Claudio Michelotto  |
| 5ª-1   | 27 febbraio | Olbia > Sassari                            | 133    | Dino Zandegù           | Claudio Michelotto  |
| 5ª-2   | 27 febbraio | Sassari > Porto Torres (cron. individuale) | 19,5   | Ole Ritter             | Claudio Michelotto  |
| 6ª     | 28 febbraio | Livorno > Siena                            | 191    | Giuseppe Beghetto      | Claudio Michelotto  |
| 7ª     | 1º marzo    | Torrenieri > Roma                          | 226    | Emilio Casalini        | Claudio Michelotto  |
| Totale | Totale      | Totale                                     | 1097,5 |                        |                     |

## Dettagli delle tappe

### 1ª tappa
- 23 febbraio: Oristano > Cagliari – 115 km

Risultati
| Pos. | Corridore         | Squadra  | Tempo    |
| ---- | ----------------- | -------- | -------- |
| 1    | Giuseppe Beghetto | Ferretti | 3h11'41" |
| 2    | Walter Godefroot  | Flandria | s.t.     |
| 3    | Marino Basso      | Molteni  | s.t.     |

| Pos. | Corridore         | Squadra  | Tempo |
| ---- | ----------------- | -------- | ----- |
| 1    | Giuseppe Beghetto | Ferretti | ?     |

### 2ª tappa
- 24 febbraio: Cagliari > Lanusei – 149 km

Risultati
| Pos. | Corridore          | Squadra | Tempo    |
| ---- | ------------------ | ------- | -------- |
| 1    | Gilbert Bellone    | Bic     | 3h45'18" |
| 2    | Giancarlo Polidori | Molteni | a 2"     |
| 3    | Franco Bitossi     | Filotex | a 10"    |

| Pos. | Corridore       | Squadra | Tempo |
| ---- | --------------- | ------- | ----- |
| 1    | Gilbert Bellone | Bic     | ?     |

### 3ª tappa
- 25 febbraio: Tortolì > Nuoro – 125 km

Risultati
| Pos. | Corridore          | Squadra   | Tempo    |
| ---- | ------------------ | --------- | -------- |
| 1    | Giancarlo Polidori | Molteni   | 4h06'11" |
| 2    | Claudio Michelotto | Max Meyer | s.t.     |
| 3    | Giuseppe Fezzardi  | Sanson    | a 2'44"  |

| Pos. | Corridore          | Squadra   | Tempo |
| ---- | ------------------ | --------- | ----- |
| 1    | Claudio Michelotto | Max Meyer | ?     |

### 4ª tappa
- 26 febbraio: Nuoro > Olbia – 139 km

Risultati
| Pos. | Corridore           | Squadra   | Tempo    |
| ---- | ------------------- | --------- | -------- |
| 1    | Al. Van Vlierberghe | Ferretti  | 3h21'07" |
| 2    | Giancarlo Polidori  | Molteni   | s.t.     |
| 3    | Pietro Guerra       | Salvarani | s.t.     |

| Pos. | Corridore          | Squadra   | Tempo |
| ---- | ------------------ | --------- | ----- |
| 1    | Claudio Michelotto | Max Meyer | ?     |

### 5ª tappa, 1ª semitappa
- 27 febbraio: Olbia > Sassari – 133 km

Risultati
| Pos. | Corridore       | Squadra   | Tempo    |
| ---- | --------------- | --------- | -------- |
| 1    | Dino Zandegù    | Salvarani | 3h42'03" |
| 2    | Gianni Motta    | Sanson    | s.t.     |
| 3    | Adriano Durante | Scic      | s.t.     |

| Pos. | Corridore          | Squadra   | Tempo |
| ---- | ------------------ | --------- | ----- |
| 1    | Claudio Michelotto | Max Meyer | ?     |

### 5ª tappa, 2ª semitappa
- 27 febbraio: Sassari > Porto Torres – Cronometro individuale – 19,5 km

Risultati
| Pos. | Corridore       | Squadra   | Tempo  |
| ---- | --------------- | --------- | ------ |
| 1    | Ole Ritter      | Germanvox | 24'12" |
| 2    | Vittorio Adorni | Scic      | a 21"  |
| 3    | Franco Bitossi  | Filotex   | a 31"  |

| Pos. | Corridore          | Squadra   | Tempo |
| ---- | ------------------ | --------- | ----- |
| 1    | Claudio Michelotto | Max Meyer | ?     |

### 6ª tappa
- 28 febbraio: Livorno > Siena – 191 km

Risultati
| Pos. | Corridore         | Squadra   | Tempo    |
| ---- | ----------------- | --------- | -------- |
| 1    | Giuseppe Beghetto | Ferretti  | 5h27'02" |
| 2    | Adriano Durante   | Scic      | s.t.     |
| 3    | Dino Zandegù      | Salvarani | s.t.     |

| Pos. | Corridore          | Squadra   | Tempo |
| ---- | ------------------ | --------- | ----- |
| 1    | Claudio Michelotto | Max Meyer | ?     |

### 7ª tappa
- 1º marzo: Torrenieri > Roma – 226 km

Risultati
| Pos. | Corridore         | Squadra   | Tempo    |
| ---- | ----------------- | --------- | -------- |
| 1    | Emilio Casalini   | Scic      | 6h24'30" |
| 2    | Giuseppe Milioli  | Germanvox | s.t.     |
| 3    | Giancarlo Tartoni | Gris 2000 | s.t.     |

| Pos. | Corridore          | Squadra   | Tempo     |
| ---- | ------------------ | --------- | --------- |
| 1    | Claudio Michelotto | Max Meyer | 30h23'52" |
| 2    | Giancarlo Polidori | Molteni   | a 31"     |
| 3    | Giuseppe Fezzardi  | Sanson    | a 3'23"   |

## Classifiche finali

### Classifica generale
| Pos. | Corridore          | Squadra        | Tempo     |
| ---- | ------------------ | -------------- | --------- |
| 1    | Claudio Michelotto | Max Meyer      | 30h23'52" |
| 2    | Giancarlo Polidori | Molteni        | a 31"     |
| 3    | Giuseppe Fezzardi  | Sanson         | a 3'23"   |
| 4    | Flaviano Vicentini | Filotex        | a 4'40"   |
| 5    | Pietro Guerra      | Salvarani      | a 4'46"   |
| 6    | Roger Swerts       | Faema          | a 5'09"   |
| 7    | Adriano Durante    | Scic           | a 6'00"   |
| 8    | Gilbert Bellone    | Bic            | a 8'57"   |
| 9    | Ole Ritter         | Germanvox-Wega | a 12'09"  |
| 10   | Franco Bitossi     | Filotex        | a 12'30"  |